# Buxeuil, Indre
Buxeuil là một xã tại tỉnh Indre khu vực trung bộ Pháp. Xã này có diện tích 19,75 km², dân số thời điểm năm 1999 là 228 người. Khu vực này có độ cao trung bình 110 mét trên mực nước biển.